# Фабрициус, Иоганн Альберт
Иоганн Альберт Фабрициус (нем. Johann Albert Fabricius; 11 ноября 1668, Лейпциг — 30 апреля 1736, Гамбург) — немецкий филолог.

## Биография
Иоганн Альберт Фабрициус родился в семье органиста лейпцигской церкви св. Николая и музыкального директора университетской церкви св. Павла Вернера Фабрициуса (1633—1679). Получил начальное домашнее образование у своего отца, после скоропостижной смерти которого он был передан под опеку профессора теологии Валентина Альберти. По окончании престижной школы св. Николая Альберти послал его учиться в кведлинбургскую гимназию, где Фабрициус открыл для себя «Адверсарии» Каспара фон Барта и «Полигистора» Даниэля Морхофа, вдохновивших его позднее на издание собственных аналогичных трудов. Вернувшись в сентябре 1686 года в Лейпциг, он записался в студенты местного университета, и уже в ноябре того же года смог приобрести степень бакалавра и в январе 1688 года — степень магистра философии. К оказавшим на него влияние профессорам следует упомянуть теолога Томаса Иттига.

## Творчество и труды
В начале 1693 года он покинул Лейпциг, посетив своих родственников в Бергедорфе и установив тесные контакты с гамбургскими теологами, прежде всего с главным пастором церкви св. Иакова и профессором теологии в Киле Иоганном Фридрихом Майером, в доме которого Фабрициус нашёл новый приют после того как Валентин Альберти прекратил его финансирование. С 1695 года, после завершения соответствующей подготовки, Фабрициус был проповедником в Гамбурге и с 1699 года вплоть до своей смерти преподавал логику и затем мораль и красноречие в городской академической гимназии. Одним из наиболее известных его учеников был Герман Самуил Реймарус, с 1728 года женатый на его дочери Иоганне Фредерике. С 1708 по 1711 годы Фабрициус был также ректором латинской школы Johanneum.
Основал «Teutschübende Gesellschaft» — общество для усовершенствования немецкой речи, и сам писал немецкие стихи. Главные его труды: «Bibliotheca Graeca» (1705—1728, 14 т.; новое издание, доведённое до конца Гарлессом, вышло в 1790—1812 гг.); «Bibliotheca Latina» (посл. изд. Эрнести, Лпц., 1773—74, 3 т.); «Bibliotheca Latina mediae et infimae aetatis» (1734—36); «Bibliotheca ecclesiastica»; «Bibliotheca nummaria». Ср. «Allgem. deutsche Biographie» (VI, стр. 518 сл.); « Lexicon der Hamburger Schiftsteller» (II, стр. 240 сл.).